# Walton County (Florida)
Das Walton County ist ein County im Bundesstaat Florida der Vereinigten Staaten.
Der Verwaltungssitz (County Seat) ist DeFuniak Springs.

## Geschichte
Das Walton County wurde am 29. Dezember 1824 aus Teilen des Escambia County gebildet. Benannt wurde es nach George Walton, einem Sekretär des Florida-Territoriums in den Jahren 1821 bis 1826.

## Geographie
Das County hat eine Fläche von 3206 Quadratkilometern, wovon 467 Quadratkilometer Wasserfläche sind. Es grenzt im Westen an das Okaloosa County und im Osten an die Countys Holmes County, Washington County und Bay County.
Zusammen mit dem Okaloosa County bildet das County die Metropolregion Fort Walton Beach.

## Demografische Daten
Nach der Volkszählung im Jahr 2010 lebten im Walton County 55.043 Menschen in 45.064 Haushalten. Die Bevölkerungsdichte betrug 20,1 Einwohner pro Quadratkilometer. Ethnisch betrachtet setzte sich die Bevölkerung zusammen aus 87,8 % Weißen, 5,8 % Afroamerikanern, 0,9 % Indianern und 0,9 % Asian Americans. 2,2 % waren Angehörige anderer Ethnien und 2,4 % verschiedener Ethnien. 5,3 % der Bevölkerung bestand aus Hispanics oder Latinos.
Im Jahr 2010 lebten in 27,8 % aller Haushalte Kinder unter 18 Jahren sowie 29,0 % aller Haushalte Personen mit mindestens 65 Jahren. 65,1 % der Haushalte waren Familienhaushalte (bestehend aus verheirateten Paaren mit oder ohne Nachkommen bzw. einem Elternteil mit Nachkomme). Die durchschnittliche Größe eines Haushalts lag bei 2,38 Personen und die durchschnittliche Familiengröße bei 2,87 Personen.
22,8 % der Bevölkerung waren jünger als 20 Jahre, 24,5 % waren 20 bis 39 Jahre alt, 29,4 % waren 40 bis 59 Jahre alt und 23,2 % waren mindestens 60 Jahre alt. Das mittlere Alter betrug 42 Jahre. 51,2 % der Bevölkerung waren männlich und 48,8 % weiblich.
Das jährliche Durchschnittseinkommen eines Haushalts betrug 44.254 USD, dabei lebten 16,4 % der Bevölkerung unter der Armutsgrenze.
Im Jahr 2010 war englisch die Muttersprache von 92,96 % der Bevölkerung, spanisch sprachen 4,15 % und 2,89 % hatten eine andere Muttersprache.

## Kultur und Sehenswürdigkeiten

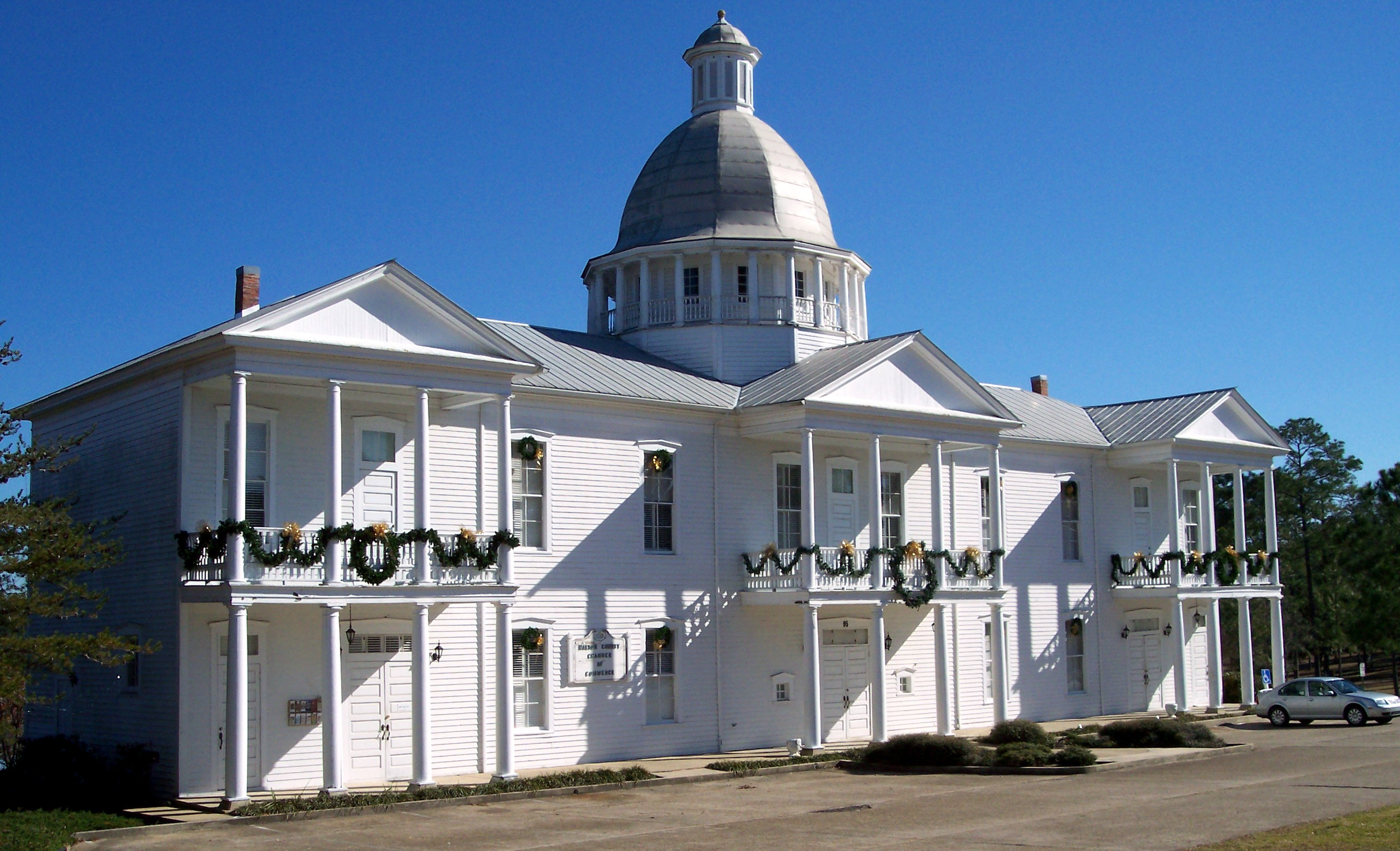
Chautauqua Hall of Brotherhood in DeFuniak Springs (2007). Das Gebäude entstand 1912 und diente der Chautauqua-Bewegung, die sich in der Erwachsenenbildung engagierte. Im August 1972 erhielt es als erstes Objekt im Walton County einen Eintrag in das NRHP.

Sieben Bauwerke, Stätten und Historic Districts („historische Bezirke“) im Walton County sind im National Register of Historic Places („Nationales Verzeichnis historischer Orte“; NRHP) eingetragen (Stand 13. März 2023), darunter ein Hospital und ein ehemaliges Institutsgebäude der Chautauqua-Bewegung.

## Orte im Walton County
Orte im Walton County mit Einwohnerzahlen der Volkszählung von 2010:
- Cities
  - DeFuniak Springs (County Seat) – 5.177 Einwohner
  - Freeport – 1.787 Einwohner
- Town
  - Paxton – 644 Einwohner
- Census-designated place
  - Miramar Beach – 6.146 Einwohner